# Девня (община)
Община Девня се намира в Североизточна България и е една от съставите общини на област Варна.

## География

### Географско положение, граници, големина
Общината се намира в централната част на област Варна. С площта си от 121,052 km2 заема предпоследното 11-о място сред 12-те общини на областта, което съставлява 3,16% от територията на областта. Границите ѝ са следните:
- на север – община Суворово;
- на изток – община Аксаково;
- на югоизток – община Белослав и община Аврен;
- на запад – община Провадия;
- на северозапад – община Ветрино.

### Релеф
Според физикогеографската подялба на Република България, община Девня попада в източната подобласт на Дунавската хълмиста равнина. Западната и източната част от територията на общината се характеризират с различен равнинен релеф. В югоизточната част е разположено част от Белославското езеро. От север на югоизток се простира долината на река Девня, която от североизток, север и запад е оградена от по-високи земновърхи форми. Така обградената долина предразполага проявата на чести инверсии и радиационни мъгли поради наличие на замърсяващи източници. Надморската височина варира от 0 до 352 метра, като най-високите области са разположени в североизточната и югозападната част от територията на общината. На североизток, в землището на село Кипра се издига възвишението Каратепе с едноименния връх, на изток от селото с височина 352 m, най-високата точка на общината. На югозапад се простират североизточните разклонения на Добринско плато, като тук, на запад от град Девня при връх Чакмака височината достига до 342 m. Между тях се простира Девненската низина.

### Води
Най-значителни естествени водоеми в общината са част от Белославското езеро и река Девня. Последната е ляв приток на Провадийска река, което от своя страна се влива в югозападния ъгъл на Белославското езеро.
В северните части на Девненската низина се намират известните Девненски извори, които са каптирани и се използват за водоснабдяване. Литоложкият строеж на района създава условия за наличие на подземни води, които са без практическо значение за водоснабдяване, но са интересни от инженерно-геоложка гледна точка, тъй като обуславят пригодността на терена за строителство. Наблюдават се грунтови води от скатовете на долината и високата речна тераса на дълбочина в граници от 2,5 до 3 m и от 10 до 15 m. В ниската речна тераса са формирани води със слабо напорен характер. Те се установяват от няколко сантиметра до 1,5 m дълбочина. Тези води са високо минерализирани като имат висока твърдост и съдържат сулфати, хлориди, нитрити и калий.

### Климат
В общината преобладават северозападни ветрове, но много често се появяват и източни. Отбелязват се случаи на безветрие и образуване на радиационни мъгли, за което играе роля и атмосферното замърсяване. В сравнение със съседните градове Варна и Провадия мъгливите дни са два пъти повече. Сравнително по-честите засушавания особено през лятото и есента със слаби ветрове създават условия за приземна инверсия и увеличаване на концентрацията на замърсяването на атмосферата. Валежите са сравнително малко, като сезонното им разпределение е със зимно-есенен максимум.

### Почви
Преобладаващите почви са карбонатните и типичните черноземи. На отделни места в северозападна част на територията са разпространени излужените черноземи, които се характеризират с високо естествено плодородие. Значителна площ в северозападната част заемат и слабо продуктивните плитки почви, които са неподходящи за селскостопански култури. В централните части на територията са разпространени делувиално-ливадните почви със сравнително добро съдържание на хумус. В крайните североизточни и източни райони са разпространени сивите горски почви. Торфено-блатните почви са разпространени на част от територията на Южната промишлена зона.

### Минерални ресурси
Наличието на обилна вода и варовикови находища са неизчерпаем източник на строителни материали и са привличали хората в тоя край от най-дълбока древност. Богатите източници на вода, сол и варовик стават основа за развитието на крупна химическа промишленост.
На територията на община Девня са разпространени само нерудни полезни изкопаеми: мергели, варовици и торф. Мергелите се разкриват по склоновете на височините „Белите могили“, „Лозенско дере“ и „Синур Алча“, където има разработени кариери за циментовата промишленост. Варовиците изграждат височините „Голям кайряк“ и „Малък кайряк“. Установена е годността за добиване на вар в шахтови пещи. Торф се среща в ниската, южна блатна част на общината.

### Населени места
Общината се състои от 3 населени места. Списък на населените места, подредени по азбучен ред, население и площ на землищата им:
| Населено място | Пребр. на населението през 2021 г. | Площ на землището (в км2) | Забележка (старо име) | Населено място | Пребр. на населението през 2021 г. | Площ на землището (в км2) | Забележка (старо име)           |
| Девня          | 6616                               | 83,621                    | Девне                 | Падина         | 252                                | 19,695                    | Копузджу, Кючюк Копузджу        |
| Кипра          | 362                                | 17,736                    | Таптък, Табтък кьой   | ОБЩО           | 7230                               | 121,052                   | няма населени места без землища |

## Административно-териториални промени
- Указ № 113/обн. 26.02.1899 г. – преименува с. Емирлер на с. Марково;
- указ № 31/обн. 03.12.1906 г. – отделя кв. Река Девня (Река Девне, Девня река) от с. Девне и го признава за с. Река Девня;
- МЗ № 2820/обн. 14.08.1934 г. – преименува с. Девне на с. Девня;

– преименува с. Таптък на с. Кипра;
– преименува с. Копусчии на с. Падина;
- Указ № 50/обн. 09.02.1960 г. – преименува с. Марково на с. Повеляново;
- Указ № 829/Обн. 29.08.1969 г. – обединява селата Девня, Повеляново и Река Девня в едно населено място гр. Девня;
- Указ № 413/обн. ДВ бр.100/28.11.2000 г. – отдела с. Падина и землището му от община Аврен и го присъединява към община Девня.

## Население

### Етнически състав
Преброяване на населението през 2011 г.
Численост и дял на етническите групи според преброяването на населението през 2011 г., по населени места (подредени по численост на населението):
| Населено място | Численост | Численост | Численост | Численост | Численост | Численост           | Численост     | Населено място | Дял (в %) | Дял (в %) | Дял (в %) | Дял (в %) | Дял (в %)           | Дял (в %)     |
| Населено място | Общо      | Българи   | Турци     | Цигани    | Други     | Не се самоопределят | Не отговорили | Населено място | Българи   | Турци     | Цигани    | Други     | Не се самоопределят | Не отговорили |
| Общо           | 8730      | 6459      | 658       | 525       | 154       | 125                 | 809           | 100,00         | 73,98     | 7,53      | 6,01      | 1,76      | 1,43                | 9,26          |
| -------------- | --------- | --------- | --------- | --------- | --------- | ------------------- | ------------- | -------------- | --------- | --------- | --------- | --------- | ------------------- | ------------- |
| Девня          | 8013      | 5802      | 625       | 519       | 149       | 122                 | 796           | Девня          | 72,40     | 7,79      | 6,47      | 1,85      | 1,52                | 9,93          |
| Кипра          | 407       | 391       | 3         |           | 5         |                     | 3             | Кипра          | 96,06     | 0,73      |           | 1,22      |                     | 0,73          |
| Падина         | 310       | 266       | 30        |           | 0         |                     | 10            | Падина         | 85,80     | 9,67      |           | 0,00      |                     | 3,22          |

### Вероизповедания
Численост и дял на населението по вероизповедание според преброяването на населението през 2011 г.:
|                     | Численост | Дял (в %) |
| Общо                | 8 730     | 100,00    |
| Православие         | 5 438     | 62,29     |
| Католицизъм         | 21        | 0,24      |
| Протестантство      | 85        | 0,97      |
| Ислям               | 371       | 4,24      |
| Друго               | 14        | 0,16      |
| Нямат               | 369       | 4,22      |
| Не се самоопределят | 696       | 7,97      |
| Непоказано          | 1 736     | 19,88     |

## Политика

### Награди за Община Девня
- Победител в категория „Tech City“, раздел „малки общини“, в онлайн конкурса „Кмет на годината, 2017“. Приз за кмета Свилен Шитов за цялостно внедряване на нови технологии в градовете за улеснение на гражданите и привличане на туристи.

## Стопанство

### Икономика
Общкина Девня е икономически силно развит регион. Определящо значение в структурата на общинската икономика има промишлеността, която е развита в следните направления: производство на соди, торове, топлоенергия, производство на строителни материали, захар и др.
Основните фактори обуславящи състоянието на общинската икономика са:
макроикономическа ситуация
стратегическото положение на общините Варна, Девня и Белослав определени като район за растеж и развитието на региона като национален транспортно-логистичен център обвързващ Европейските коридори 7 и 8 с „ТРАСЕКА“ – Евроазиатски коридор 8
развитието на социално-икономическите връзки с граничещите общини – Провадия, Суворово, Белослав
изградените производствени мощности и техническата инфраструктура
На територията на общината се намират няколко от най-големите химически заводи на страната – „Солвей Соди“ АД, „Агрополихим“ АД, „Полимери“ АД. Строителната промишленост е представена в две направления – производство на строителни материали – „Девня Цимент“ АД и извършване на строителна дейност – „Заводски строежи“ АД. За промишлени цели „Девен“АД произвежда топлоенергия за нуждите на Девненските предприятия. Хранително-вкусовата промишленост включва преработката на нерафинирана захар от „Девненски захарен завод“ЕООД.

### Селско стопанство
Селскостопанският сектор на територията на общината е представен от три земеделски кооперации, арендатори и частни стопани. Обработват се 52 хил. дка земеделска земя, на които се отглеждат пшеница, царевица, ечемик, слънчоглед и др. Животновъдството е развито предимно в частния сектор и в Кооперация „Кипра“.

## Транспорт
През територията на общината преминават два участъка от Железопътната мрежа на България:
- в югоизточната част, по брега на Белославското езеро – участък от 6,7 km от трасето на жп линията София – Горна Оряховица – Варна;
- от юг на север, през средата на общината – участък от 11,8 km от трасето на жп линията Варна – Добрич – Кардам.

През общината преминават частично 6 пътя от Републиканската пътна мрежа на България с обща дължина 49,4 km:
- участък от 11,8 km от автомагистрала „Хемус“ (от km 393,7 до km 405,5);
- участък от 15,1 km от Републикански път I-2 (от km 168,7 до km 183,8);
- началният участък от 8,7 km от Републикански път III-2008 (от km 0 до km 8,7);
- началният участък от 3,7 km от Републикански път III-2009 (от km 0 до km 3,7);
- участък от 4,4 km от Републикански път III-9004 (от km 25,8 до km 30,2);
- последният участък от 5,7 km от Републикански път III-9044 (от km 18,3 до km 24,0).

## Топографска карта
- Лист от карта K-35-32. Мащаб: 1 : 100 000.